# Liebe, Tod und Eisenbahn
Liebe, Tod und Eisenbahn er en tysk tv-film med sort humor fra 1989. Filmen er instrueret af Gert Steinheimer og har Heiner Lauterbach og Christina Scholz i hovedrollerne. Filmen havde premiere på ZDF 12. februar 1990.

## Handling
Raimund og Karin får sig en ny bolig. Ejeren viser Raimund sit modeljernbaneanlæg og på den måde forfalder Raimund også til den hobby. Karin tolererer til at begynde med hans hobby, men da Raimund i stigende grad vender sig fra hende til fordel for sin modeljernbane, bliver hun misundelig og tænker sågar på at dræbe ham. Hun forbereder en fælde med elektrisk stød men afstår alligevel fra at udløse den. Mens hun laver mad, slutter Raimund imidlertid den forberedte strømkreds til og dør. For at skjule liget bygger hun det ind i et modelbjerglandskab. Det samme sker for en politibetjent, der under en udspørgning af Karin tilfældigvis opdager liget i modeljernbanen.
Filmen ender med en surrealistisk scene, hvor hun vågner op i modeljernbanens alpelandskab, hvor hun møder de nu for hende at se menneskestore modelfigurer. Hun bestiger et bjerg, der viser sig at være det, som hun modellerede over Raimund på modeljernbaneanlægget. Til sidst er hun selv blevet til en del af bjerglandskabet i form af en plastikfigur ved siden af korset øverst på bjerget.

## Medvirkende
- Christina Scholz: Karin
- Heiner Lauterbach: Raimund
- Jürgen Holtz: Krieger
- Adolf Laimböck: Balthasar
- Roland Kenda: Wondra

## Modeljernbaner
Til brug for optagelserne var det nødvendigt med indtil flere modeljernbaneanlæg. Den professionelle modeljernbanebygger Bernhard Stein lavede således to udgaver af det samme anlægsudsnit med forbillede i området omkring den kendte Landwasserviadukt på Rhätische Bahn i Schweiz. Den ene udgave var i rå tilstand til brug for scenen, hvor liget dækkes til, mens den anden var i færdig udgave. Optagelserne af den sidste blev så knyttet sammen med optagelser fra forbilledet. Derudover byggede et par fagkyndige pensionister et anlæg, der fyldte et helt rum, og et anlæg til at hæve op under loftet efter Steins planer. I den færdige film varer scenerne med modeltog kun få minutter, men optagelserne i ZDF's studio i München varede flere timer. Det stillede en del krav til anlæggenes holdbarhed, for at detaljer og farver ikke skulle bukke under for den ekstreme varme i tv-studiet. Det vides ikke hvad der blev af anlæggene efter optagelserne.

## Kritik
TV Spielfilm  betegnede den sorte komedie som "bittersur!".
Fra Der Spiegel lød der ros: "Gert Steinheimer […] har med sin sorte humor vist sig at være en af de få lyspunkter i den dystre horisont indenfor tysk tv-underholdning."